# Idaea obliquaria
Idaea obliquaria is een vlinder uit de familie spanners (Geometridae). De wetenschappelijke naam is voor het eerst geldig gepubliceerd in 1913 door Turati.
De soort komt voor in Europa.